# Basset Hound
O Basset Hound  é uma raça canina oriunda da França, pertencente ao grupo Hound/Sabujos. Foi desenvolvida por monges durante a idade média, com o intuito de auxiliar a caça terrestre. Seu faro é muito potente, perdendo apenas para o do Bloodhound. O nome Basset vem da palavra francesa "bas" que significa "baixo" ou "anão".

## Características físicas
É considerado um cão de médio porte, com altura entre 33 cm e 38 cm e peso entre 30 kg e 45 kg. No entanto, esses valores podem variar em função do porte e da genética.
Tem pelo liso e curto. As cores consideradas aceitáveis para os padrões da raça são: tricolores (preto, marrom e branco) ou bicolores (branco e marrom ou preto e branco), a distribuição e o padrão das cores não possuem importância.
As orelhas longas são característica da raça, tendo a funcionalidade de trazer os odores do chão para o nariz. Possui baixa estatura para ficar rente ao chão, consequentemente aos odores, e também para possibilitar o acompanhamento dos caçadores a pé. O excesso de pele tem o mesmo objetivo do Bloodhound, quando o cão se abaixa para farejar a pele cobre os seus olhos o deixando temporariamente cego, isso possibilita que o animal se concentre apenas no faro. Possui uma cauda longa, curvilínea para cima, afinada no final e com a ponta branca, o padrão é de que quando o Basset Hound caminhe a cauda aponte para cima, com o intuito (juntamente com a ponta branca) de avistar o cão no meio da vegetação.

## Temperamento
O Basset Hound é uma raça de cães calmos quando adultos, mas com personalidade forte, sendo muito impulsivos e geralmente não aceitando comandos. Quando filhote são agitados e brincalhões, mas com o passar do tempo seu comportamento se estabiliza e torna-se calmo e sonolento. São extremamente leais, sensíveis, carinhosos e ciumentos.
São bastante amigáveis perto de desconhecidos e sempre dispostos a fazer novas amizades, por isso são muito indicados como animais de estimação para famílias com crianças, mas deve-se considerar seu elevado peso, que pode acarretar acidentes. Eles convivem muito bem com outros animais de estimação. Por viver tão bem em grupo, é recomendável que um basset tenha a companhia de outro animal de estimação. Caso fique muito tempo sem a presença de seus donos, essa companhia ajuda a mantê-lo longe de problemas. Ou seja, detestam ficar sozinhos, latindo e uivando quando isso acontece. 
Como comem muito e são menos agitados que a maioria das raças, estão sempre dispostos a realizar exercícios, como caminhadas ou brincadeiras com seus donos. Gostam muito também de atividades em locais onde possam exercitar o seu poderoso faro. A raça tem um instinto muito forte de caça e iniciará uma perseguição a pássaros, a aves e a quase qualquer coisa que se mova, inclusive a odores, sempre que for possível. Por isso é recomendável sempre deixá-los presos a uma guia quando passeando na rua. Os bassets latem quando querem algo ou querem sugerir que não gostam de algo. Usam também uma lamentação baixa, quase um murmúrio, para chamar a atenção, o que soa a muitos proprietários como se seus Bassets “estivessem falando”.